# Ophiuche tucumanalis
Ophiuche tucumanalis là một loài bướm đêm trong họ Erebidae.